# NFL GameDay
NFL GameDay é uma série de jogos eletrônicos de futebol americano desenvolvidos pela Sony Interactive Studios e 989 Sports baseados na liga NFL. Os jogos foram produzidos para os consoles PlayStation e PlayStation 2 entre os anos de 1995 a 2005. A série é considerada uma sucessora espiritual do jogo ESPN Sunday Night NFL para SNES e Mega Drive.

## Jogos da série
| Título           | Plataformas                    | Jogador da capa                          |
| ---------------- | ------------------------------ | ---------------------------------------- |
| NFL GameDay      | PlayStation                    | William Floyd (San Francisco 49ers)      |
| NFL GameDay 97   | PlayStation                    | Daryl Johnston (Dallas Cowboys)          |
| NFL GameDay 98   | PlayStation                    | Jerome Bettis (St. Louis Rams)           |
| NFL GameDay 99   | PlayStation, Microsoft Windows | Terrell Davis (Denver Broncos)           |
| NFL GameDay 2000 | PlayStation                    | Terrell Davis (Denver Broncos)           |
| NFL GameDay 2001 | PlayStation, PlayStation 2     | Marshall Faulk (St. Louis Rams)          |
| NFL GameDay 2002 | PlayStation, PlayStation 2     | Donovan McNabb (Philadelphia Eagles)     |
| NFL GameDay 2003 | PlayStation, PlayStation 2     | Tom Brady (New England Patriots)         |
| NFL GameDay 2004 | PlayStation, PlayStation 2     | LaDainian Tomlinson (San Diego Chargers) |
| NFL GameDay 2005 | PlayStation                    | Derrick Brooks (Tampa Bay Buccaneers)    |